# تپه قندشتن
تپه قندشتن مربوط به سده ۵ تا ۹ ق است و در شهرستان تربت حیدریه واقع شده و این اثر در تاریخ ۱۳ بهمن ۱۳۸۸ با شمارهٔ ثبت ۲۹۰۵۷ به‌عنوان یکی از آثار ملی ایران به ثبت رسیده‌است.